# Йохан Вилхелм Краузе
Йохан Вилхелм Краузе (на немски: Johann Wilhelm Krause) е архитект от Долна Силезия (в тогавашна Прусия, днешна Полша), работил като архитект и професор в Ливония и Дерпт (Дорпат, днес Тарту, тогава в Руската империя).

## Биография
Роден е през 1757 г. в с. Дитмансдорф, Долна Силезия (дн. Дзечморовице [Dziećmorowice], Долносилезко войводство). Следва малко теология, чертане и архитектура. Естетичният му вкус се развива основно в периода, когато живее и работи в Дрезден – родното място на германската класицистична архитектура. Работи като техник в Пруската армия.
Заживява в Ливония през 1784 г., където работи като домашен учител. Занимава се също и с паркова архитектура, печатано графично изкуство и работи като архитект.
Съпругът Георг Фридрих Парот на негова балдъза (сестра на съпругата му) става ректор на Тартуския университет, основан през 1802 г. Краузе е назначен (1806) в Тартуския университет за професор по икономика, лесничейство, технологии и цивилна архитектура и назначен за глава на Университетския комитет за конструкции. Работи като професор до смъртта си през 1828 г.
Архитект е на Обсерваторията, Дяволския и Ангелския мостове на Катедралния хълм, главната сграда на университета, библиотеката и клиниката в Тартус.